# 阿尔加维耶索
阿尔加维耶索，是西班牙阿拉贡自治区韦斯卡省的一个市镇。总面积10平方公里，总人口123人（2001年），人口密度12人/平方公里。